# Provincia de Cuanza Sur
Cuanza del Sur (en portugués angoleño: Kwanza-Sul), en ortografía oficial del portugués de Angola Kwanza Sul, es una provincia de Angola.

## Municipios con población estimada en julio de 2018
- Amboim 271,843
- Cassongue 170,321
- Cela 252,852
- Conda 100,328
- Ebo 185,146
- Libolo 103,233
- Mussende 92,550
- Porto Amboim 141,243
- Quibala 159,292
- Quilenda 109,490
- Seles 209,806
- Sumbe 313,894

## Geografía
Tiene una superficie de 58 698 km² una población en 2014 de 1 881 873 habitantes (quinto lugar), en julio de 1991 contaba con 651 000.
Su capital es Sumbe. 
Cuanza del Sur se encuentra en la margen izquierda del río Cuanza que es su límite con las provincia de Cuanza del Norte y de Malanje. Colinda también al norte con la provincia de Bengo; al sur con las de Benguela y de Huambo; al este con la de Bié y al oeste con el Océano Atlántico.
Está constituida por los siguientes doce municipios:
- Amboim,
- Cassongue,
- Conda,
- Ebo,
- Libolo,
- Mussende,
- Porto Amboim,
- Quilenda,
- Quibala,
- Seles (designación colonial Vila Nova de Seles)
- Sumbe (designación colonial Novo Redondo)
- Waku Kungo (designación colonial Cela).